# Adolfo Loning
Adolfo Loning fue un oficial alemán que sirvió en la Guardia Real de Fernando VII con el grado de teniente. Licenciado, viajó por España, alistándose en el verano de 1834 en el ejército carlista al mando de Zumalacárregui. "Fui el primer alemán que se alistó", dice.
Participó en las sangrientas acciones de Alegría de Álava y Venta de Echávarri, días 27 y 28 de octubre de 1834. Condecorado con la Orden de San Fernando de Primera Clase, fue enviado por Zumalacárregui a cumplir una misión en Francia —no especifica lamentablemente en qué consistía—, volviendo a rendir cuentas al cuartel carlista cuando Zumalacárregui acababa de fallecer (24 de junio de 1835).
Fue herido en la batalla de Mendigorría el 16 de julio de 1835, perteneciendo al batallón de Guías de Navarra, siendo nuevamente herido en la cabeza durante la acción de Eugui el 1.8.1836, y trasladado en camilla al hospital de Irache. Su ayudante alemán, un desertor de la Legión Extranjera francesa, lo abandonó allí, robándole toda su impedimenta que consistía en cuatro camisas, unos calcetines y dos pantalones de verano, para incorporarse nuevamente a la legión citada. En febrero de 1837, estando Loning en Zornoza, al presentarse un importante grupo de desertores de la citada legión para pertenecer al bando carlista, comprobó asombrado que su antiguo ayudante se encontraba entre ellos. Estas continuas deserciones de los legionarios se debían a que los carlistas premiaban a los desertores con 10 pesetas si se presentaban armados y con 5 si venían sin armas; al que traía su caballo recibía un suplemento de 50 pesetas. 
Cuando el batallón de Guías de Navarra partió a Cataluña, participando en la desastrosa expedición que dirigió Guergué, Loning quedó en Navarra al pasar al batallón 3.º de Castilla y, durante la Expedición Real, al crearse un batallón de extranjeros con los componentes de la Legión Extranjera francesa que se pasaron del bando cristino al carlista tras la batalla de Barbastro (2 de junio de 1837), recibió el mando de la 4.ª compañía de este batallón. Más tarde, al mando de la compañía de cazadores del batallón de Guías de Álava participó en la batalla de Villar de los Navarros (24 de agosto de 1837), ascendiendo a capitán. Durante la batalla de Peñacerrada (20-22 de junio de 1838) estaba de guarnición en la fortaleza de Urizarra, una rudimentaria y reducida construcción excavada en lo alto de un cerro a unos mil metros al norte de Peñacerrada junto al camino Vitoria - Peñacerrada, con el batallón 3.º de Álava. Tras una muy reñida defensa, tratando de retrasar la llegada desde Vitoria de las tropas de Espartero al campo de batalla, la fortaleza fue tomada por las tropas enemigas al iniciarse la mencionada batalla.
Loning cuenta poco más de sí mismo, a pesar de que en su obra ofrece multitud de detalles y datos sobre los habitantes, costumbres, ejército, nobleza, teatro, diversiones, vicios, etc. de España.
Vuelto al acabar la guerra a Alemania, publicó sus obras reseñadas: en 1843 sobre los fueros de Navarra y de las Provincias Vascas y en 1844 sobre su participación en la Primera Guerra Carlista.

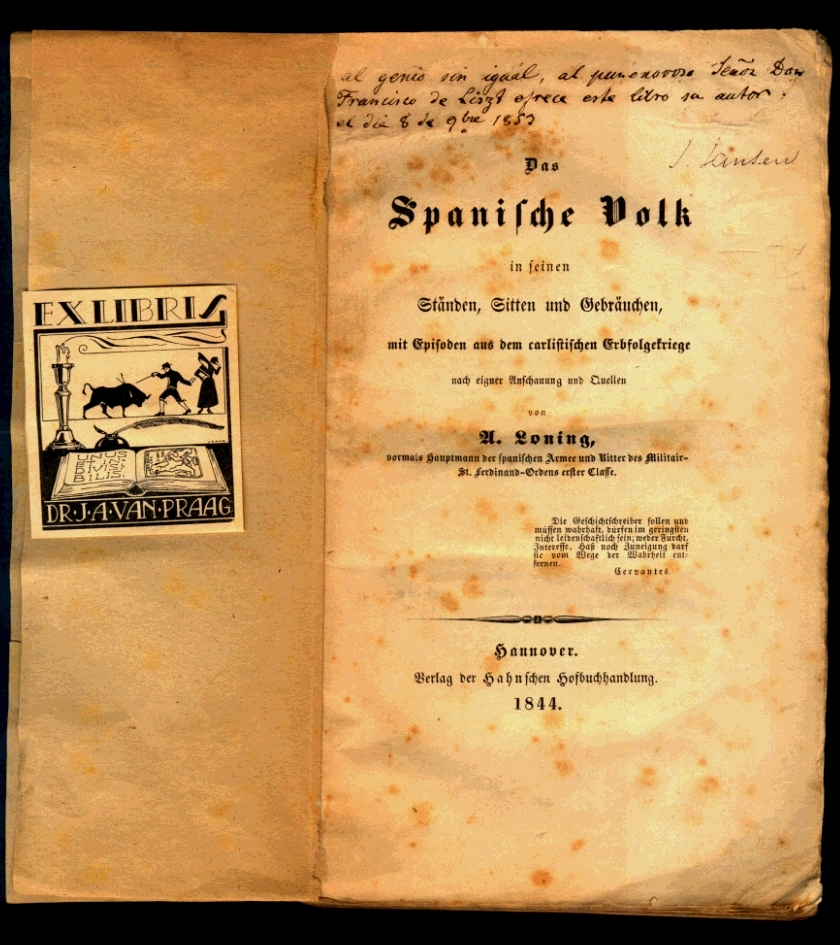
Portada. A. Lohning. Das spanische Volk.

Otros extranjeros que se alistaron en el bando carlista y que publicaron sus vivencias de la Primera Guerra Carlista, son el inglés Henningsen, los franceses Barrés de Molard y Sabatier y los alemanes Goeben, Lichnowsky y Wilhelm von Rahden.

## Obras
- Die Fueros des Königreiches Navarra und der Baskischen Provinzen Alava, Biscaya und Guipuzcoa. Helmingsche Hofbuchhandlung, Hannover, 1843
- Das spanische Volk in seinen Ständen, Sitten und Gebräuchen mit Episoden aus dem Karlistischen Erbfolgekriege (El pueblo español en sus clases, costumbres y usos con episodios de la guerra de sucesión carlista). Verlag der Hanschen Hofbuchhandlung. Hannover, 1844

- Wikimedia Commons alberga una galería multimedia sobre Iconografía de la Primera Guerra Carlista.

- Datos: Q118083